# 静岡県道263号春野下泉停車場線
静岡県道263号春野下泉停車場線（しずおかけんどう263ごう はるのしもいずみていしゃじょうせん）は静岡県浜松市天竜区春野町から榛原郡川根本町下泉（下泉駅）を結ぶ一般県道である。

## 概要
熊切川（天竜川水系気田川支流）と境川（大井川支流）沿いの山道、および双方を繋ぐ峠道で構成され、大井川に面してからは南に折れたのち、下泉橋を渡り左岸に至る（大井川右岸ルートの国道362号と、左岸ルートの県道を接続している）。
起点 - 春野町牧野（静岡県道389号水窪森線交点）と川根本町瀬沢（境川ダム周辺） - 終点の2区間は概ね片側1車線が確保されているが、牧野 - 瀬沢間は春野町田河内地内を除いて狭路な上に急カーブが多い。

### 路線データ
- 陸上距離：34.3 km
- 起点：浜松市天竜区春野町河内（国道362号交点）
- 終点：榛原郡川根本町下泉（大井川鐵道大井川本線下泉駅前・静岡県道77号川根寸又峡線交点）

## 重複区間
- 静岡県道389号水窪森線（天竜区春野町石打松下 - 同区春野町牧野）
- 国道362号（川根本町下長尾久保尾 - 同町下長尾）：8.8 km
- 国道473号（川根本町下長尾久保尾 - 同町瀬沢）：6.5 km
- 静岡県道77号川根寸又峡線（川根本町下泉・終点まで）：160 m

## 通過する自治体
- 静岡県
  - 浜松市（天竜区）
  - 榛原郡川根本町

## 接続する道路
- 国道362号
- 国道473号
- 静岡県道389号水窪森線
- 静岡県道77号川根寸又峡線